# 麓湖儿童乐园

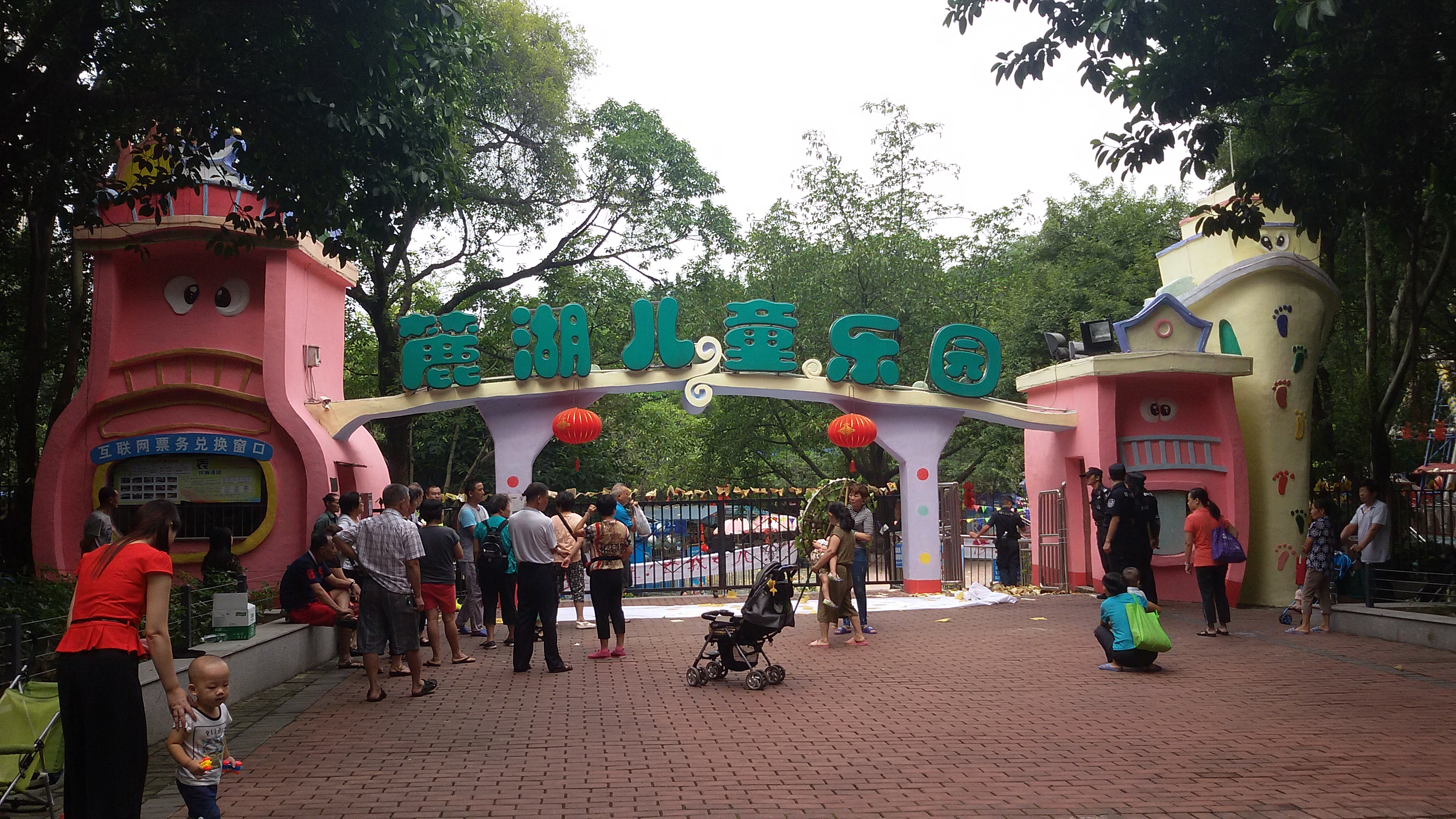
麓湖儿童乐园大門

麓湖儿童乐园是中國廣東省廣州市的一間集游泳、娱乐、休闲为一体主題樂園，于1983年落成，位于麓湖公園南門（靠近恒福路），现在是白雲山景區屬下的一間遊樂場。

## 历史
麓湖儿童乐园于1983年落成，初期只有极少数的遊樂設施，后来发展到好多娛樂化的品種，还增加了一个泳池。后来因为公园的機動遊樂設施过于残旧，加上原有的泳池在2009年春遇到嚴重損壞而暫停營運，2011年3月1日開始關閉升級改造，直到同年7月4日重新開放。2013年12月21日，由於公園大多數的遊樂設施達到報廢年限，所以公園再度关闭。闭园期間进行全面改造，直到2014年6月1日重新開業為止。2015年4月25日，麓湖儿童乐园中的水上樂園部分正式开业。2019年6月30日，因广州地铁12号线恒福路站建设需要，麓湖儿童乐园正式停业。

### 意外事故

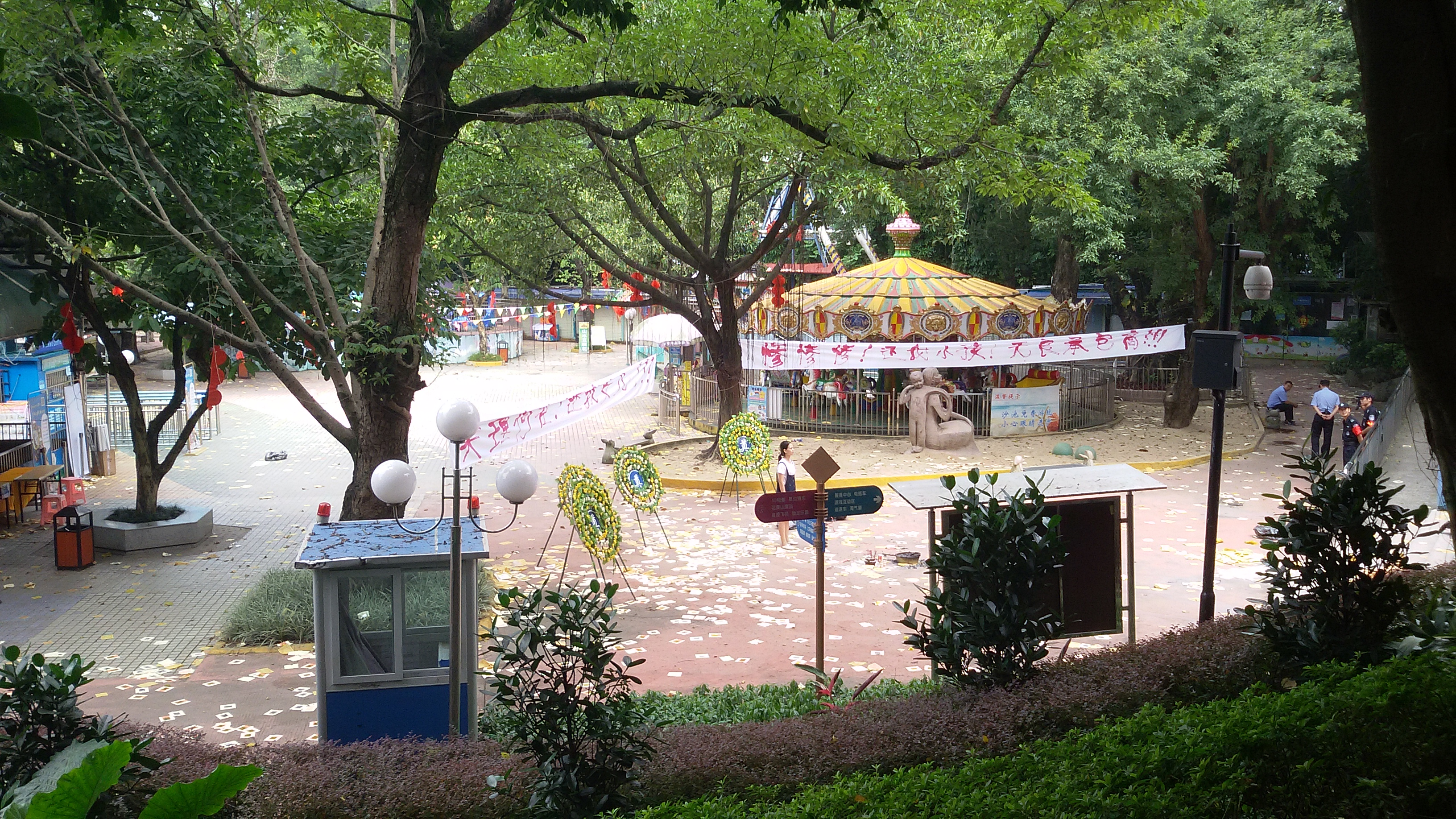
2016年9月20日，有一位家属在麓湖儿童乐园的门口大闹水上乐园的維權行動。

2016年9月17日17时30分，麓湖儿童乐园中的水上樂園发生了一起溺水事故。有位四川籍的包姓男子帶了一位2岁男孙和一位4岁女孙来该乐园游玩。但没过多久，由于包姓男子忙于刷微信，没留意到这两名小孩到底发生了什么事情。期間虽然2岁男孙可以正常上岸，但4岁女孙却已失踪。包姓男子去到水池深水區時，发现4岁女孙已经完全没有了呼吸。現場有好多位泳客對她进行抢救，隨後救护车亦到場，將该4岁女孙送到附近的廣東省第二中醫院搶救，但最后宣布抢救无效死亡。事发后第二天、第三天，公园还为包姓男子所在的家属大搞维权和抗议，内容是“为什么麓湖儿童乐园中的水上樂園会没有任何一个救生员”和“深水区、浅水区之间的安全措施保护形同虚设”，令乐园一度闭园。

## 内部构造
公園佔地面積約1.5公頃，其中水上樂園就有0.3公頃那么大。大多數分為自助遊樂和機動遊樂兩大类。其中：
- 機動遊樂类：海盜船、果蟲滑車、鯊魚島、立環跑車、追逐車、花果山漂流、好好玩電動車、湯瑪仕火車頭、土控飛機、旋轉木馬、碰碰車，7D影院。
- 自助遊樂类：水上樂園、跩跩城堡、沙畫、沙池、撈魚池、歡樂笨豬跳床、大搶禮品屋、打氣球、套圈，波波池。